# Гусеподібні
Гусеподі́бні (Anseriformes) — ряд птахів з надряду кілегруді. Птахи цього ряду поширені по всій земній кулі, окрім Антарктиди. Багато представників цього ряду вирощуються у сільському господарстві.

## Зовнішній вигляд
Гусеподібні — птахи середнього та великого розміру. Маса найбільшого представника ряду — лебедя-шипуна — сягає 12 кг.
Більшість гусеподібних мають довгу шию, довжиною до 40 см. Голова невеликого розміру, не перевищує довжини 20 см. На кінці голови знаходиться дзьоб, довжиною до 8 см, затуплений на кінці. У дзьобі є дві ніздрі, через які птах дихає. Ще на кінчику у внутрішній частині дзьоба знаходяться зубчики, які не дозволяють випасти впійманій рибі. Очі переважно не перевищують довжини 1 см. Забарвлення очей буває червоне, чорне, чи блакитне.
Оперення забарвлене найчастіше чорним, сірим, білим кольорами. Пір'я жирне, щоби птах не намокав у воді. Над хвостом міститься куприкова залоза, що виділяє жир. Лапи гусеподібних чотирьохпалі. Три пальці на лапах з'єднані тонким шаром шкіри, а один розміщений ззаду. Пір'я на хвості довше. Зазвичай у гусей пір'я чисте, тому що вони посилено дбають про чистоту пір'я, прочищаючи його дзьобом. В середньому розмах крил становить 1 метр.

## Еволюція та систематика
Гусеподібні відомі ще з мезозою (пізньокрейдовий рід Vegavis).
Гусеподібних вперше класифікував німецький вчений-біолог Йоганн Георг Ваглер за рік перед смертю, у 1831 році. До гусеподібних входять три сучасні родини: качкові (Anatidae), напівлапчасті гусаки (Anseranatidae) та паламадеї (Anhimidae).
Качкові є найбільшою родиною цього ряду і поділяються на 9 підродин.
Родина напівлапчастих гусаків містить лише один сучасний вид.
Паламадеї, або крикуни включають 3 види у 2 родах. Раніше цю родину відносили до куроподібних.

### Філогенія
|  | †Dromornithidae                                              |
|  |                                                              |
|  | \| \| †Vegaviidae \| \| \| \| \| \| Anseriformes \| \| \| \| |
|  |                                                              |
|  | †Vegaviidae                                                  |
|  |                                                              |
|  | Anseriformes                                                 |
|  |                                                              |

|  | †Vegaviidae  |
|  |              |
|  | Anseriformes |
|  |              |

|  | †Dromornithidae                                              |
|  |                                                              |
|  | \| \| †Vegaviidae \| \| \| \| \| \| Anseriformes \| \| \| \| |
|  |                                                              |
|  | †Vegaviidae                                                  |
|  |                                                              |
|  | Anseriformes                                                 |
|  |                                                              |

|  | †Vegaviidae  |
|  |              |
|  | Anseriformes |
|  |              |

|  | †Dromornithidae                                              |
|  |                                                              |
|  | \| \| †Vegaviidae \| \| \| \| \| \| Anseriformes \| \| \| \| |
|  |                                                              |
|  | †Vegaviidae                                                  |
|  |                                                              |
|  | Anseriformes                                                 |
|  |                                                              |

|  | †Vegaviidae  |
|  |              |
|  | Anseriformes |
|  |              |

|  | †Dromornithidae                                              |
|  |                                                              |
|  | \| \| †Vegaviidae \| \| \| \| \| \| Anseriformes \| \| \| \| |
|  |                                                              |
|  | †Vegaviidae                                                  |
|  |                                                              |
|  | Anseriformes                                                 |
|  |                                                              |

|  | †Vegaviidae  |
|  |              |
|  | Anseriformes |
|  |              |

## Розповсюдження
Поширені зараз практично по всій земній кулі, виключаючи Антарктиду. Особливо сильно поширилися внаслідок розведення у сільському господарстві. Природно поширені біля водойм: озер, боліт, річок з повільною течією. Там, у водоймах, більшість птахів ряду гусеподібні проводять більшу частину свого життя, лише виходячи на берег задля того, щоби розмножуватись. Гніздяться також переважно достатньо близько до водойм. У природі найбільша різноманітність видів гусеподібних у Південній Америці, Африці та Австралії.
Лебеді, найбільші представники ряду, особливо сильно поширились у Європі на території Англії, де місцеві вельможі сприяли поширенню цих птахів. На пару лебедів у той час давалось спеціальне озеро, у якому жила одна чи трохи більше пар лебедів. Тепер у Великій Британії, після тривалого тримання гусей та лебедів, створився звичай, при якому всі купують собі вбиту гуску на різдвяну страву.
У Азії зараз розводять гусей та качок для різноманітних страв. Одна з них — качка по-пекінськи, подається порізаною на 102 шматки.

### Поширення в Україні
У дикій природі зустрічаються на півночі України, на озерах Полісся. Там найчастіше зустрічається лебідь-шипун з родини качкових. В Україні поширені гусині та качкові ферми. Також гусей, качок, лебедів тримають у приватному сільському господарстві.
У даній таблиці наводяться всі види, поширені на території України:
| Назва виду          | Латинська назва           | Рік дослідження та класифікатор | Примітки                                                                                               |
| ------------------- | ------------------------- | ------------------------------- | --- |
| Казарка канадська   | Branta canadensis         | Linnaeus, 1758                  | Вид, якого нема в загальному списку птахів фауни України, але траплявся на її території в останні роки |
| Казарка білощока    | Branta leucopsis          | Bechstein, 1803                 | |
| Казарка чорна       | Branta bernicla           | Linnaeus, 1758                  | |
| Казарка червоновола | Rufibrenta ruficollis     | Pallas, 1769                    | |
| Гуска сіра          | Anser anser               | Linnaeus, 1758                  | |
| Гуска білолоба      | Anser albifrons           | Scopoli, 1769                   | |
| Гуска мала          | Anser erythropus          | Linnaeus, 1758                  | |
| Гуменник            | Anser fabalis             | Latham, 1787                    | |
| Гуска біла          | Chen caerulescens         | Linnaeus, 1758                  | |
| Гуска гірська       | Eulabeia indica           | Latham, 1790                    | Вид, якого нема в загальному списку птахів фауни України, але траплявся на її території в останні роки |
| Лебідь-шипун        | Cygnus olor               | Gmelin, 1789                    | Найбільший вид ряду                                                                                    |
| Лебідь-кликун       | Cygnus cygnus             | Linnaeus, 1758                  | |
| Лебідь малий        | Cygnus bewickii           | Yarrell, 1830                   | |
| Огар                | Tadorna ferruginea        | Pallas, 1764                    | Під загрозою зникнення                                                                                 |
| Галагаз             | Tadorna tadorna           | Linnaeus, 1758                  | |
| Крижень             | Anas platyrhynchos        | Linnaeus, 1758                  | Інша назва — кряква                                                                                    |
| Чирянка мала        | Anas crecca               | Linnaeus, 1758                  | |
| Чирянка-квоктун     | Anas formosa              | Georgi, 1775                    | Вид, якого нема в загальному списку птахів фауни України, але траплявся на її території в останні роки |
| Нерозень            | Anas strepera             | Linnaeus, 1758                  | |
| Свищ                | Anas penelope             | Linnaeus, 1758                  | |
| Шилохвіст           | Anas acuta                | Linnaeus, 1758                  | |
| Чирянка велика      | Anas querquedula          | Linnaeus, 1758                  | |
| Широконіска         | Anas clypeata             | Linnaeus, 1758                  | |
| Чернь червонодзьоба | Netta rufina              | Pallas, 1773                    | |
| Попелюх             | Aythya ferina             | Linnaeus, 1758                  | |
| Чернь білоока       | Aythya nyroca             | Guldenstadt, 1770               | |
| Чернь чубата        | Aythya fuligula           | Linnaeus, 1758                  | |
| Чернь морська       | Aythya marila             | Linnaeus, 1761                  | |
| Каменярка           | Histrionicus histrionicus | Linnaeus, 1758                  | Вид, якого нема в загальному списку птахів фауни України, але траплявся на її території в останні роки |
| Морянка             | Clangula hyemalis         | Linnaeus, 1758                  | |
| Гоголь              | Bucephala clangula        | Linnaeus, 1758                  | |
| Пухівка             | Somateria mollissima      | Linnaeus, 1758                  | |
| Синьга              | Melanitta nigra           | Linnaeus, 1758                  | |
| Турпан              | Melanitta fusca           | Linnaeus, 1758                  | |
| Савка               | Oxyura leucocephala       | Scopoli, 1869                   | |
| Крех малий          | Mergus albellus           | Linnaeus, 1758                  | |
| Крех середній       | Mergus serrator           | Linnaeus, 1758                  | |
| Крех великий        | Mergus merganser          | Linnaeus, 1758                  | |

## Спосіб життя
Дві родини: справжні гуси та качкові сильно близькі за способом життя. Паламедеєві помітніше відрізняються за способом життя.
Більшість свого життя гуси та качки проводять на воді. Вони гніздяться в очереті та берегах, в кущах, прибережних чагарниках, на гілках прибережних дерев. Всі види гусеподібних, що живуть у природі, добре літають, здатні розвивати швидкість до 70 км/год. Найактивніші гуси та качки рано та увечері. Сліди гусеподібних чотирьохпалі: ззаду є один палець, інші пальці з'єднані тонким шаром шкіри.
Паламедеєві живуть на луках, де багато трави і харчуються у водоймах. Вони здатні літати майже протягом усього року. Їх сліди не мають з'єднання між пальцями, пальці довші.

### Життя групами
Всі види гусеподібних живуть родинами, у яких є 2-4 сім'ї, птахи з 2-3 виводків. Вони здатні «перемовлятись» між собою. У їхній словниковий запас входить близько 10 слів. Приблизно звук голосу гусей звучить: Ґа, ґа, ґа, качок: кря, кря, кря. На плавання птахи цього ряду виходять сім'ями, родинами, рідше парами. У нетривале літання вилітають невеликими групами.
У теперішній час на одну водойму зараз припадає близько 3 родини диких качок, у якій налічується близько 20 особин. Гуси та лебеді у дикій природі малопоширені.

### Харчування
Гусеподібні здатні живитись морепродуктами та травами. Окремі види харчуються рибою, молюсками, рачками та ракоподібними, водоростями. Для цього вони здатні пірнати на глибину у 40 метрів, і бути під водою до 3 хвилин. Гуси та качки переважно живляться травою. Вони відкушують траву боковою частиною дзьоба. Харчуються злаками, плодами ягід та комахами. Переважно добувають їжу на берегах, у трясовині, на луках.
Об'єм випитої за день води приблизно дорівнює об'єму випасаного тіла. Вода грає велику роль у харчуванні гусеподібних.
Гуси здатні завдавати великої шкоди, випасаючи траву малої довжини, оскільки вони виривають із ґрунту траву з корінням. Якщо гуси мають велику територію для випасання, ця проблема не несе великої небезпеки для трави.

### Міграції
Мігрують з гусеподібних гуси та качки. Здебільшого мігрують на південь ті, чия батьківщина у Сибіру та на півночі Євразії. Перельоти деяких гусеподібних складають до 3500 кілометрів. Переліт птахів цього ряду зберігає форму так званого ключа: трикутник без однієї сторони. Під час перельотів птахи мало спілкуються. Зупиняються під час перельотів лише для плавання або випасання трави. Часто перельоти відбуваються на невеликій відстані від перельотів птахів ряду гагароподібні.

## Розмноження
Більшість видів гусеподібних обирають собі пару на все життя, у догляді за дитиною беруть участь як і самка, так і самець. Інші види найчастіше самка обирається самцем лише на один сезон, при тім, що самець не бере ніякої участі у догляді за дитиною. Гнізда гусеподібних роблять у кущах, водоймах, дуплах прибережних дерев, земляних норах тощо. Переважно гніздо вистелене пухом, яке самка витягнула дзьобом із нижньої поверхні тіла. У гнізді насиджується від 2 до 13 яєць. Яйця одного забарвлення: білого, рідше блідо-голобуватого. Тривалість висиджування яєць триває від 25 до 40 днів. Коли вилуплюються пташенята, вони покриті пухом і здатні бігати вже через годину після вилуплення. Самка, рідше самець із самкою завжди захищають пташенят від небезпеки, здатні для цього пожертвувати своїм життям. Пташенята добре починають літати на 2-ому місяці життя, у більших за розміром птахів до 4 місяців. Статева зрілість у гусеподібних приходить на 2-3 році життя.

## Зменшення кількості у природі
Кількість гусеподібних у природі в наш час значно зменшується. Це пов'язане з тим, що відбуваються значні висушення боліт та мілких озер. Багато гусеподібних, серед них найбільше гуси та лебеді страждають під час перельотів від браконьєрства. Найчастіше це трапляється під час зупинок на харчування. Велика кількість качок перериває своє існування під час сезонів полювання. Через загрозу зараження пташиним грипом, кількість полювання на гусеподібних зменшена.
У Червоний список МСОП належить близько 50 видів рідкісних птахів цього ряду. Один з них в Україні — огар Tadorna ferruginea (Pallas, 1764). Охороною окремих видів зараз займається міжнародна організація «Ґрінпіс».